# EZ publish
eZ publish (от англ. easy publish) — кроссплатформенная система управления контентом с открытым исходным кодом. Разработчик eZ systems, лицензия GNU General Public License / Professional License.
В eZ publish нет понятия «модули», как принято в большинстве CMS. Но условно систему можно разделить на три части, это: Core, Library и Extension. Core (ядро) обеспечивает основную логику работы (создание классов, объектов), настройку системы и управление ею (административный интерфейс). Library — набор вспомогательных библиотек (ezdb, ezwebdav, ezpdf, ezimage, …). Extension — расширения — пользовательские модули.
Предустановленные классы объектов и шаблоны для их отображения:
- форум;
- галерея изображений;
- галерея медиафайлов (flash, mov, avi, …);
- новости;
- интернет-магазин: каталог товаров, корзина (работа с заказами интернет-магазина), оплата по кредитным картам через PayPal (а также paynet — платное расширение) (Интернет-магазин состоит из прайс-листа с описанием продукции и ценами и корзины покупок, позволяющей сформировать и отправить заказ)
- интранет (разделение доступа к файлам, поддержка совместной работы, документооборот, ролевая система контроля доступа, поиск, форум)
- опрос (голосование)
- блог
- статья с google maps;
- Календарь и событие календаря;
- Плееры: Quicktime, Silverlight, Flash media, Real video, Windows media.

Основные возможности ez Publish:
- Пользовательские классы контента и объекты;
- Контроль версий контента(объектов контента);
- Расширенная многоязычная поддержка;
- Встроенный поисковик + поддержка Solr;
- Разделение контента и уровня представления;
- Расширенная система разрешений прав доступа на основе ролей;
- Утверждение контента редактором или администратором и запланированная на определенную дату публикация контента;
- Поддержка нескольких сайтов (мультисайтовость);
- Поддержка мультимедиа с автоматическим преобразованием и масштабированием изображения. Картинки разных размеров для различных представлений, шаблонов;
- RSS-каналы;
- Контактные формы, формы обратной связи и др.;
- Встроенный интернет-магазин;
- Гибкая система управления рабочим процессом(workflow);
- Полная поддержка Unicode;
- Шаблонный движок похожий на smarty. В новой версии twig;
- Поддержка API REST;
- Уровень абстракции базы данных;
- Архитектура MVC;
- Поддержка высокодоступных и масштабируемых конфигураций (многосерверные кластеры);
- Библиотека обработки и анализа XML;
- Коммуникационная библиотека SOAP;
- Библиотеки локализации и интернационализации;
- Несколько других многоразовых библиотек;
- SDK (комплект разработки программного обеспечения) и полная документация;
- API плагина с тысячами доступных расширений с открытым исходным кодом, в том числе:
  - оценка контента и комментирование;
  - управление целевой страницей;
  - продвинутый поисковик;
  - текстовый редактор wysiwyg;
  - редактирование содержимого сайта;
  - геолокация контента;
- Недоработанные разделы / объекты могут быть скрыты/(открыты) от пользователей одним действием. Дополнительное разделение контента независимо от структуры реализовано с помощью Секций, которые потом можно использовать для разделения прав пользователей, дизайна.
- В новых версиях предусмотрена социальная интеграция и интеграция с Google maps.

Осуществлен переход CMS на фреймворк Symfony.

## Поддерживаемые операционные системы
Официально поддерживается работа на Linux (рекомендуется), Microsoft Windows 2000 и Windows XP.
Заявлена возможность работы на Mac OS X, Solaris, HP-UX, FreeBSD.
Могут подойти и другие Win32 и Unix-подобные системы.

## Программное обеспечение
- СУБД: MySQL версии не ниже 4.1.1, PostgreSQL версии не ниже 7.3, Oracle (для Oracle требуется платное расширение).
- Apache 1.3 (рекомендуется) или 2. Модули Apache, по крайней мере mod_php.
- PHP 4.3.х необходим для версий eZ publish до 3.7. eZ publish версии 3.7 и выше требует РНР 4.4.х. Для версии 4.0 необходим PHP 5.1.6+, для 4.1 — 5.2.x. Расширение mbstring к PHP (настоятельно рекомендуется для неанглоязычных пользователей).
- ImageMagick или GD (скомпилированный в PHP) — для работы с картинками.